# Université des sciences de la vie d'Estonie
 (mai 2017).
Si vous disposez d'ouvrages ou d'articles de référence ou si vous connaissez des sites web de qualité traitant du thème abordé ici, merci de compléter l'article en donnant les références utiles à sa vérifiabilité et en les liant à la section « Notes et références ».
L’université des sciences de la vie d'Estonie (en estonien : Eesti Maaülikool ou EMÜ) est l'ancienne université d'agriculture estonienne, qui a été fondée en 1951 et renommée et restructurée en novembre 2005. Les enseignements de sciences de la vie et de vétérinaire étaient auparavant délivrés au sein de l'université de Tartu dès 1632.

## Histoire
L'Université estonienne d'agriculture a ses racines dans l'enseignement et la recherche en agriculture et en foresterie à l'université de Tartu, fondée en 1632.
En 1802, le département d’agriculture est fondé et en 1848 l’enseignement supérieur vétérinaire devient possible à l'institut vétérinaire de Tartu.
La faculté d'agriculture, comportant les départements d'agronomie et de gestion forestière, est créée en 1919. Les facultés d'agriculture, de gestion forestière et de sciences vétérinaires s’associent en 1951 pour former une université indépendante. Cette nouvelle institution était directement supervisée par le ministère de l’agriculture de l'Union soviétique pour former les travailleurs des fermes collectives.
Après la chute de l’union soviétique et l’indépendance de l’Estonie, l’université est restructurée et de nouvelles méthodes d’enseignement apparaissent. En 1991, elle est renommée et se diversifie avec de nombreuses spécialités, comme la protection de l’environnement ou l’architecture paysagère. L’université s’agrandit en 1996 en accueillant un institut de sciences économiques et sociales. En 2000 s’ouvrent la librairie et la cafétéria dans le bâtiment principal. En 2004 un nouveau bâtiment réservé à l’enseignement vétérinaire et des sciences animales est construit.

## Composantes
L'enseignement et la recherche dont distribués dans cinq instituts:
- Institut des sciences agricoles et de l'environnement
- Institut de médecine vétérinaire
- Institut de sylviculture et de génie rural
- Institut de technologie
- Institut des sciences économiques et sociales.

Serre pour la recherche à l'université des sciences de la vie d'Estonie. Octobre 2017.

## Anciens élèves
- Raul Arnemann
- Piret Hartman
- Meelis Kiili
- Kalju Koha
- Kaul Nurm